# パラエガ・ヤマダイ
パラエガ・ヤマダイ（学名：Palaega yamadai）は、白亜紀前期に生息したスナホリムシ科に分類される甲殻類の一種である。種小名 yamadai はタイプ標本となった化石の発掘したアマチュア研究者の山田正司への献名。

## 沿革
本種の化石は、和歌山県有田郡湯浅町の有田層から2000年に発見され、2008年に瑞浪市化石博物館の柄沢宏明らによって新種として記載された。その後2010年に、高知県のアマチュア研究者である三本健二により、1974年に高知市、及び1979年に南国市で発掘されていた化石も本種であったとの報告がなされている。

## 形態
海外で発見されている他のパラエガより小型であるが、後半身の化石しか見つかっていないため全長ははっきりしない。現存の後半身の長さはいずれも2～3cm程度である。胸節および腹節の全節において各節の後半部に細く繊細な縦筋が多数ある。尾節は縦長、前縁部が最大幅で後方に徐々に狭まり、中央背面には1本の縦のキールをもち、後端は卵円形で、後縁には細かい鋸歯がある 。ただし高知県産の化石も含めて再検討された結果では、尾節の長さと幅の差は僅かであるとされる。

## 分類
原記載名
- Palaega yamadai Karasawa, Ohara & Kato, 2008

原記載文献
- Bol. Soc. Geol. Mex. 60 (1): 103 (figs. 2.1, 2.2), 108.[1]

タイプ産地
- 「Cliff (now lost) of Suhara, Yuasa-cho, Wakayama Prefecture （34°02'34.4"N 135°10'24.8"E）; Sandy mudstone of the Arida Formation.」（和歌山県有田郡湯浅町栖原の崖地（現在は消失）（北緯34度02分34.4秒 東経135度10分24.8秒 / 北緯34.042889度 東経135.173556度）; 有田層の砂泥岩中）

タイプ標本
- ホロタイプ：和歌山県立自然博物館所蔵（番号：WMNH-Ge-1140320049）タイプ産地産
- パラタイプ：　　　　　　　〃　　　　（番号：WMNH-Ge-1140320050）タイプ産地産

類似種
- 全体の形状や尾節後縁に鋸歯を持つ点でテキサス州の上部白亜系から発見されているパラエガ・ウィリアムソネンシス Palaega williamsonensis Rathbun, 1935に類似するが、ヤマダイは胸節・腹節の各節後半部に細かい多数の縦筋がある点で区別される[1]。またパラエガ・ウィリアムソネンシスの胸節・腹節の背面には粗い網目状の装飾があることでも相違する可能性があるという[2]。